# Arthur Schmidt-Elskop
Arthur Schmidt-Elskop (* 13. Oktober 1875 in Elskop, Kreis Steinburg; † 4. November 1952) war ein deutscher Diplomat.

## Leben und Tätigkeit
Schmidt-Elskop war ein Sohn des Hermann Schmidt (1847–1924) und der Mathilde geb. Ahsbahs (1848–1919). 
Er studierte an der Ludwig-Maximilians-Universität München und der Kaiser-Wilhelms-Universität Straßburg Rechtswissenschaft. 1897 wurde er im Corps Franconia München und im Corps Rhenania Straßburg recipiert. 
1905 trat er in den Auswärtigen Dienst. 1907 wurde er als Vizekonsul nach Buenos Aires entsandt, wo er in den folgenden Jahren das deutsche Generalkonsulat leitete. 1911 kehrte er als Ständiger Hilfsarbeiter in das Auswärtige Amt in Berlin zurück, wo er 1912 zum Legationsrat und 1918 zum Vortragenden Rat befördert wurde. 1919 wurde Schmidt-Elskop im Rang eines Geheimen Legationsrates zum Dirigenten der Vereinigten Presseabteilung der Reichsregierung bestellt. In dieser Stellung wirkte er am Runderlass vom 30. April 1920 mit, welcher im Rahmen der Visaerteilung an Journalisten, eine Anfrage bei der Presseabteilung einführte. Am 12. Januar 1923 wurde er von der von Wilhelm Cuno geführten Regierung zum Reichspressechef bestellt. Diesen Posten behielt er bis zum Antritt der Regierung von Gustav Stresemann im Sommer desselben Jahres bei. Zu diesem Zeitpunkt wurde er als deutscher Gesandter nach Montevideo geschickt. 1932 übernahm er den Posten des deutschen Gesandten für Brasilien in Rio de Janeiro und 1936 wurde er ebendort zum Botschafter erhoben.